# Прапор Маньківського району
Пра́пор Ма́ньківського райо́ну — офіційний символ Маньківського району Черкаської області, затверджений 15 серпня 2006 року рішенням сесії Маньківської районної ради.

## Опис
Прапор — це прямокутне синє полотнище зі співвідношенням сторін 2:3, посередині якого розміщено біле коло (діаметром 3/5 ширини прапора) з червоною восьмипроменевою зіркою, поділеною на ромби. Біля верхнього та нижнього країв полотнища розташовано по дві тонкі жовті смужки.